# Mon protégé
Pour plus de détails, voir Fiche technique et Distribution.
Mon protégé (A Teacher's Crime) est un téléfilm américano-canadien réalisé par Robert Malenfant et diffusé le 3 mai 2008 sur Lifetime.

## Fiche technique
- Titre original : A Teacher's Crime
- Réalisation : Robert Malenfant
- Scénario : Christine Conradt et Corbin Mezner
- Producteurs exécutifs : Tom Berry et Pierre David
- Produit par : Shadowlands Productions et Thrill Films
- Décors : Shane Boucher
- Montage : Sylvain M. Lebel
- Costumes : Hélène Schneider
- Casting : Aaron Griffith et Lisa Parasyn
- Musique : Steve Gurevitch
- Pays d'origine :  États-Unis,  Canada
- Langue originale : anglais
- Format : couleur
- Genre : drame
- Durée : 87 minutes (1 h 27) — DVD : 112 minutes (1 h 52)

## Distribution
- Ashley Jones (VF : Laura Préjean) : Carrie Serouya
- Erik Knudsen (VF : Hervé Grull) : Jeremy Rander
- Chris Mulkey (VF : Jean Roche) : Bill Rander
- Art Hindle (en) : David McMillian
- Veronique-Natale Szalankiewicz : Lacey Ryans
- James Gallanders (VF : Constantin Pappas) : Dean Ryans
- Sonya Salomaa : Shannon
- Kyle Gatehouse : Pete Morten
- Ellen Dubin (VF : Anne Plumet) : Anne Libby
- Claudia Besso : Patti Meyers
- Paula Jean Hixson : Principal Wilson
- Tom Rack (en) : Evan
- Larry Day : Inspecteur Chay
- Tommie-Amber Pirie : Jennifer Smith

 Source et légende : version française (VF) sur RS Doublage et selon le carton de doublage télévisuel.